# Cool-Load Megawatt
Cool-Load Megawatt ist ein Ladestecker für Elektrofahrzeuge, entwickelt von der RWTH Aachen und dem Unternehmen Paxos. Der Stecker mit Kabel kann dauerhaft bis zu 1.500 V und 3.350 A übertragen, was etwa 5 MW Ladeleistung entspricht. Die Entwicklung wurde von der Bundesregierung im Rahmen des Projekts IDEAL (Innovative DC-Technologie zur nachhaltigen Integration moderner Ladeinfrastruktur für die Elektromobilität) gefördert. Herkömmliche Stecker haben einen Pin Socket Aufbau ähnlich dem Haushaltsstromstecker. Dabei werden Stifte in Buchsen eingeführt und von Federklammern festgehalten. Der Cool-Load Megawatt Stecker hat eine ringförmige Verbindung von Ladestecker und Ladebuchse. Es gibt keine Stifte, sondern mehrere hintereinander angeordnete Kupferringe. Um diese schließt sich dann jeweils mittels eines Motors eine Manschette. Daraus ergeben sich Vorteile wie eine achtfach größere Kontaktfläche, ein höherer Anpressdruck und eine verbesserte Kühlung. Zudem braucht es durch die ringförmig Anordnung keine Orientierung beim Zusammenführen und das Zusammenstecken kann ohne Kraftaufwand geschehen, weil die Verbindung durch einen Motor geschlossen wird. Zudem ist der Stecker kleiner als ein CCS Stecker. Nach Angaben des Herstellerunternehmens sind bei einer geeigneten Skalierung des Steckers bis zu 12 MW Ladeleistung bei 1500 V und 8000 A möglich. Der Stecker sollte ein Standard für das Laden von Elektrolastkraftwagen werden, war bislang aber dem MCS-Stecker unterlegen, obwohl die Leistungsdaten höher sind. Der Stecker könnte auch bei der Luftfahrt und der Schifffahrt zum Einsatz kommen.